# 무주점핑파크
무주점핑파크(茂朱점핑파크, Muju Jumping Park)는 대한민국 전북특별자치도 무주군에 있는 스포츠 시설이다. 무주덕유산리조트 내에 설치되어 있는 스키점프 및 축구 경기 시설이며, 국제 규격 스키점프대 2개, 연습용 스키점프대 2개, 천연잔디 필드가 갖춰져 있다. 1997년 동계 유니버시아드에서 개막식과 폐막식이 개최되었던 장소이다.

## 같이 보기
- 무주덕유산리조트
- 1997년 동계 유니버시아드